# Volano (pallina)

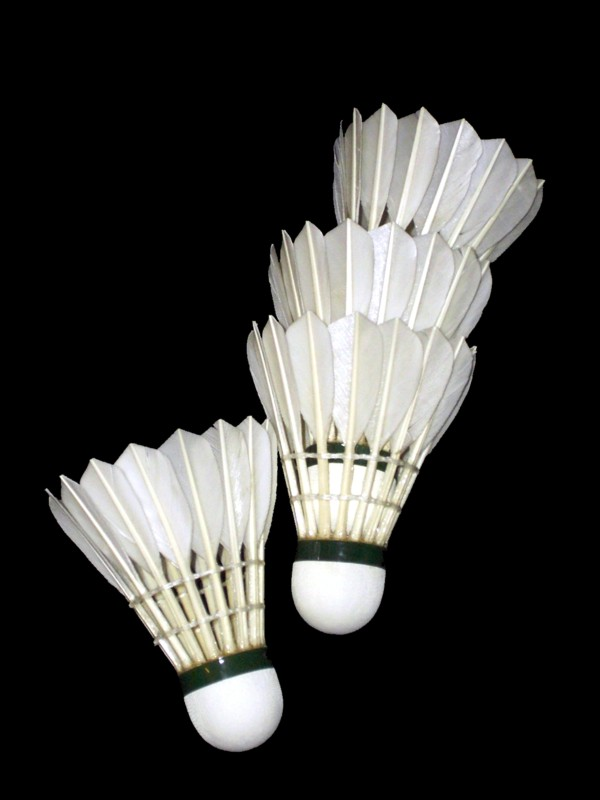
Volano con piume naturali

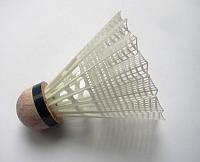
Volano con piume in nylon

Il volàno è una specie di pallina con alette, che viene  impiegata nel gioco del badminton. Ha una forma conica aperta: il cono è composto da 16 piume infilate attorno ad una base di sughero semisferica, a sua volta ricoperta da uno strato sottile di cuoio. 
La forma del volano lo rende molto stabile aerodinamicamente; a prescindere dall'orientazione iniziale, ricadrà sempre con la base di sughero rivolta verso il basso.
Le piume, specialmente se naturali, sono fragili e si rompono facilmente, perciò in una partita di alto livello è normale sostituire il volano con maggior frequenza. Per questo motivo esistono anche volani con piume sintetiche (solitamente di nylon) che durano di più, ma che hanno un tatto e un controllo inferiore rispetto a quelli naturali; pertanto essi vengono impiegati principalmente a livello amatoriale, mentre quelli con piume vere si utilizzano a livello professionistico.

## Specifiche regolamentari
Un volano regolamentare deve pesare tra i 4,74 e i 5,50 grammi. Le 16 piume possono essere lunghe dai 62 ai 70 millimetri, ma devono essere tutte della stessa lunghezza, devono formare un cerchio di diametro compreso tra i 58 e i 68 millimetri e devono essere fissate stabilmente alla base di sughero, che può avere un diametro tra i 25 e i 28 millimetri.